# Quercus vulcanica
Quercus vulcanica är en bokväxtart som beskrevs av Pierre Edmond Boissier, Theodor Heinrich von Heldreich och Karl Theodor Kotschy. Quercus vulcanica ingår i släktet ekar, och familjen bokväxter. Inga underarter finns listade i Catalogue of Life.
Arten förekommer i bergstrakter i Anatolien i Turkiet. Den växer i regioner som ligger 1300 till 2300 meter över havet. Denna ek kan nå en höjd av 25 till 30 meter och stammen har i brösthöjd en diameter upp till 1,60 meter. Några exemplar blev cirka 600 år gamla. Vädret i utbredningsområdet är allmänt varmt och fuktigt. Grunden där eken växer består främst av kalksten eller basalt. Arten ingår ofta i skogar tillsammans med andra träd som Cedrus libani, svarttall, Acer hyrcanum och turkisk ek.
Ekens trä används bland annat för husbyggen, skepp, möbler, verktyg, staketstolpar och andra föremål. Ökad vinterturism är ett hot mot beståndet. Utbredningsområdet är däremot stort. IUCN listar arten som livskraftig (LC).